# Waltraud Kaser
Waltraud Kaser (Brunico, 3 luglio 1980) è una hockeista su ghiaccio italiana, di ruolo attaccante.
Per tutta la prima parte della sua carriera ha giocato con le squadre di Bolzano (Eagles Bolzano prima, EV Bozen Eagles poi), vincendo 11 scudetti tra il 1996-1997 e il 2012-2013.
Dopo diversi anni di inattività, nel 2018 ha fatto ritorno sul ghiaccio con il Dobbiaco femminile.
Con la maglia dell'Italia ha disputato 8 edizioni del campionato mondiale di hockey su ghiaccio femminile oltre alle Olimpiadi di Torino 2006.

## Palmarès
- Campionato italiano: 11

Eagles Bolzano: 1996-1997, 1997-1998, 1998-1999, 1999-2000, 2003-2004, 2004-2005, 2005-2006
EV Bozen Eagles: 2009-2010, 2010-2011, 2011-2012, 2012-2013